# Bambeye
Bambeye este o comună rurală din departamentul Tahoua, regiunea Tahoua, Niger, cu o populație de 78.348 de locuitori (2001).